# Museu Penitenciário do Estado do Rio de Janeiro
O Museu Penitenciário do Estado do Rio de Janeiro, também conhecido pela sigla MPERJ, é referência na temática penitenciária fluminense.  Além de preservar e expor à população com momentos históricos das prisões e do inspetor de segurança e administração penitenciária, o MPERJ exibe materiais ilícitos apreendidos com visitantes e presos nas unidades prisionais, desde celulares a objetos utilizados para fuga viabilizando uma proximidade com a realidade atual dos presídios.
A exposição permanente "As prisões ao longo da História" apresenta a trajetória das penas e das mais variadas unidades prisionais desde o Brasil Império até os dias atuais provocando a reflexão sobre a função social do sistema punitivo.
O Museu Penitenciário possui um arquivo permanente, que engloba a documentação histórica do acervo exposto e catalogado, como também o acervo bibliográfico da Clínica de Psiquiatria do extinto Hospital de Custódia e Tratamento Psiquiátrico Heitor Carrilho, o histórico Manicômio Judiciário. Estudantes, pesquisadores e interessados no Sistema Penitenciário podem agendar uma visita mediada.
O MPERJ foi criado formalmente pela Secretaria de Estado de Administração Penitenciária, em 2011, por meio de Resolução SEAP nº 421. A sede está localizada no prédio da antiga administração do Manicômio, atual Instituto de Perícias Heitor Carrilho, na Rua Frei Caneca, nº 401, região Central. O horário de funcionamento é das 10h às 16h, de segunda-feira à sexta-feira, exceto em feriados nacionais ou estaduais.

## História
O Rio de Janeiro foi capital do Brasil de 1763 a 1960. No período colonial, de 1822 a 1889, também capital do Império Português, após a fuga da Família Real para o Brasil em 1808. A Secretaria de Estado de Negócios do Reino, criada por d. João V pelo alvará de 28 de julho de 1736, também foi transferida para o Brasil com a chegada da Família Real.
No século XVIII, os detidos pelas autoridades coloniais eram encaminhados para a Cadeia da Relação, também conhecida como Cadeia Velha, localizada no andar térreo do Senado da Câmara. A chegada de D. João VI em março de 1808 provocou a transferência dos senadores e dos detentos com a finalidade de abrigar a grande comitiva que veio com a Família Real. Os presos foram colocados no Aljube, antiga prisão eclesiástica, localizada no sopé do Morro da Conceição.
A Secretaria de Estado dos Negócios da Justiça foi constituída em Portugal em 23 de agosto de 1821, sendo confirmada no Brasil na regência de d. Pedro I, por decreto de 3 de julho de 1822. Além do Aljube, o Calabouço e Santa Bárbara compunham as três prisões civis do Rio de Janeiro no início da década de 1830.
As instabilidades políticas e as graves desordens forçavam uma atitude enérgica do governo em relação aos cárceres do início do período regencial. Essas instituições não bastariam para conter os rebeldes exasperados, os homens sem letras e sem costumes. Alguns melhoramentos nas prisões existentes não seriam suficientes para atender ao plano de controle que se pretendia exercer sobre os escravos, livres pobres e libertos nas ruas da capital do império. O clima de tensão nas ruas da Corte, provocado pelas constantes manifestações populares, rapidamente poderia transformar os detentos em soldados da desordem.
O plano de salvação dos cárceres da Corte partiu de fora do governo recém-estabelecido. O grande projeto foi a construção de uma prisão nos moldes das melhores instituições carcerárias então existentes. Nascia a Sociedade Defensora da Liberdade e da Independência Nacional do Rio de Janeiro, a grande idealizadora da Casa de Correção da Corte.
A partir da inauguração da Casa de Correção da cidade do Rio de Janeiro (1850), posteriormente chamada Penitenciária Lemos de Brito, outras duas unidades foram construídas na Rua Frei Caneca. A Casa de Detenção (1856), posteriormente denominada Penitenciária Milton Dias Moreira, e o Presídio Hélio Gomes (1856) formaram o primeiro complexo de prisões da capital federal sob o comando do Ministério da Justiça à época.
A necessidade de que uma espécie de hospital de quarentena, adequado ao tratamento de viajantes e imigrantes do cólera-morbo, malária e outras doenças, fosse construído durante o império de D. Pedro II possibilitou a criação do Lazareto em Ilha Grande. As obras começaram em 1884 e foram concluídas dois anos depois. O Lazareto foi usado como prisão militar preventiva entre 1925 e 1927, e de 1930 até 1945, durante o governo de Getúlio Vargas.
Também em Ilha Grande, a Colônia Correcional de Dois Rios foi criada em 1894 com o objetivo de recolher homens, mulheres e crianças considerados vadios, vagabundos e capoeiras conforme previa a Lei nº 947 de 29 de dezembro de 1902. Sendo fechada em 1896 e reinaugurada em 1903.
Abre-se um parêntesis para o debate crime-loucura no início do Século XX. Em 1919, o assassinato da mulher de um senador da República por um  “degenerado” taquígrafo do Senado e a rebelião dos internos da Seção Lombroso do Hospício Nacional levanta um debate público com engajamento da imprensa nacional acerca da necessidade da criação de um manicômio judiciário. A pedra fundamental do primeiro asilo criminal brasileiro em 21 de abril de 1920. O Manicômio Judiciário do Serviço Nacional de Doenças Mentais seria inaugurado em 30 de maio de 1921.
A Penitenciária Feminina foi inaugurada em 1941 e em 1957 a Penitenciária Esmeraldino Bandeira. Em 1960, as unidades passaram a ser administradas pela SUSIPE (Superintendência do Sistema Penal) no Estado da Guanabara. Até o ano da fusão dos estados da Guanabara e do Rio de Janeiro em 1975 foram construídas outras unidades o Presídio Evaristo de Morais (1962), Hospital Hamilton Agostinho Vieira de Castro (1966) e Penitenciária Moniz Sodré (1971). Antes da fusão, ainda no antigo estado do Rio de Janeiro, foram criadas a Penitenciária Agrícola de Magé (1962), o Instituto Penal Romeiro Neto (1966) e o Hospital de Custódia e Tratamento Psiquiátrico Henrique Roxo (1972).
Em 1975, a SUSIPE transformou-se no DESIPE  (Departamento de Sistema Penal) e, incorporou a administração das unidades prisionais do antigo Estado do Rio. O DESIPE assume a administração do Presídio Ary Franco (1975), até então, uma grande carceragem de presos da Secretaria de Segurança Pública. Em 1977, é inaugurado o Hospital Penitenciário Roberto Medeiros, em Bangu e, em 1979, os Institutos Penais Plácido de Sá Carvalho e Vicente Piragibe.

Em 1988, é construída a Penitenciária Laércio da Costa Pellegrino, de regime fechado e segurança máxima, com arquitetura e sistema eletrônico de segurança considerados pioneiros à época, com o objetivo de abrigar presos de alta periculosidade e de facções diferentes. Tal unidade inaugurou a construção da série de unidades no Complexo Prisional de Bangu, atualmente Gericinó, com a bandeira eleitoral/governamental de combate ao crime organizado durante a década de 1990. Em 1993, foi inaugurada a primeira unidade prisional de regime fechado para presos ex-policiais, denominada Penitenciária Pedrolino Werling de Oliveira, no Complexo Frei Caneca.

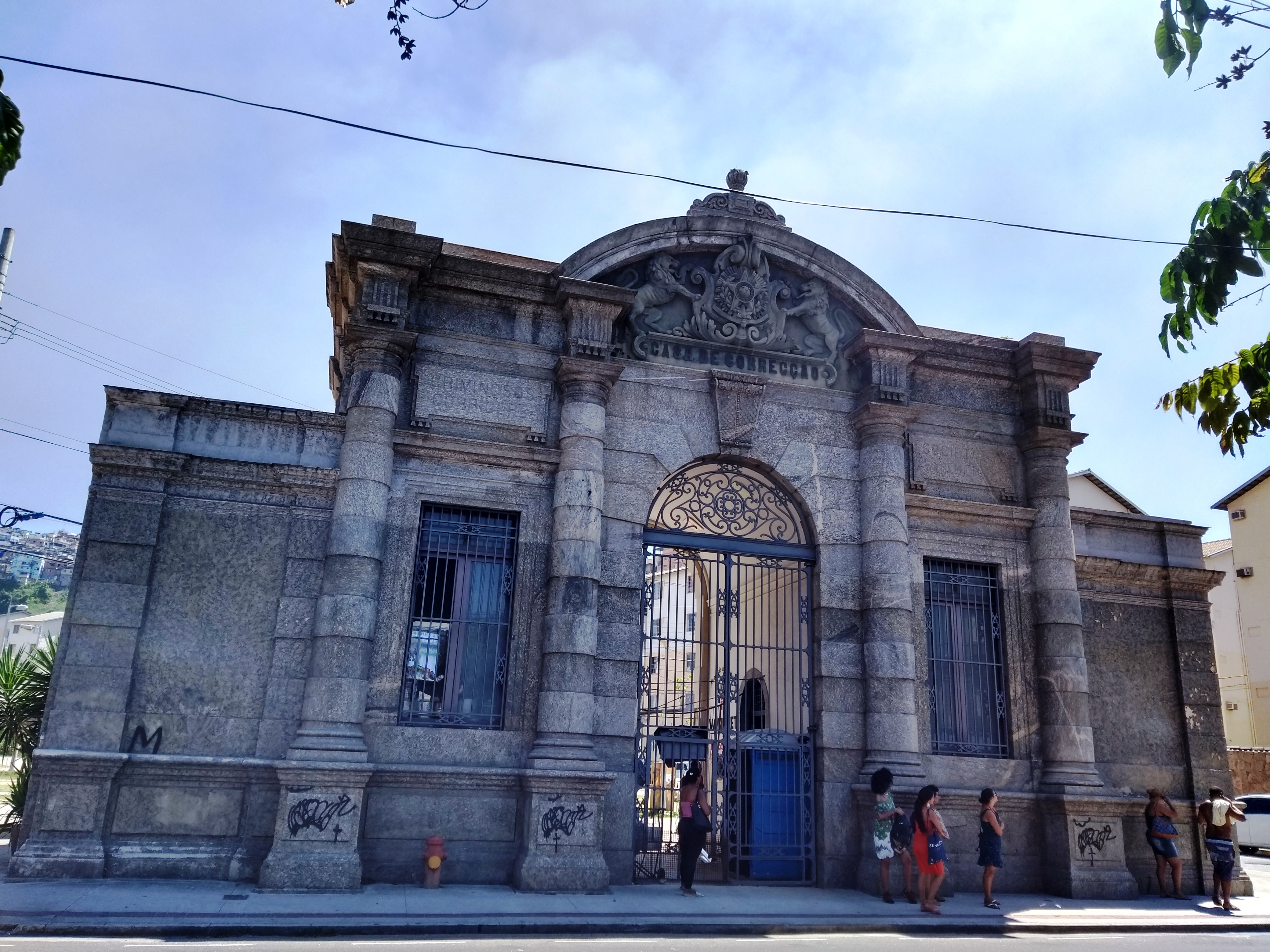
Pórtico tombado da Casa de Correção do antigo Complexo de Prisões da Rua Frei Caneca

O Instituto Penal Cândido Mendes, em Ilha Grande, foi demolido no dia 2 de abril de 1994, em consequência de alguns fatores como o fortalecimento das facções, a dificuldade de manutenção da unidade prisional, os gastos com o transporte dos presos ao fórum da capital e as políticas governamentais.
Na década seguinte, já no início do século XXI, chegava a vez do presídio mais antigo do Brasil ainda em funcionamento, a Casa de Correção. O Complexo de Prisões da Rua Frei Caneca começaria a ser implodida. A localização em uma área extremamente povoada como a região central e cercada por morros dominados territorialmente por facções criminosas desencadearia uma nova política de transferência de presos para Bangu. Em 2003, o presídio feminino Nelson Hungria foi demolido junto as instalações da Escola de Formação Penitenciária. Três anos depois, além da Casa de Custódia Penal Romero Neto, as unidades históricas Milton Dias Moreira e Lemos de Brito também foram implodidas. O fim definitivo do Complexo de Prisões da Rua Frei Caneca foi no dia 13 de março de 2010 quando os prédios administrativos foram demolidos.

## Antecedentes
O resgate da memória institucional do Sistema Penitenciário fluminense começou a ser realizado no Centro de Treinamento e Aperfeiçoamento do DESIPE (Departamento do Sistema Penitenciário) em 1991. Servidores públicos e outros atores envolvidos reuniram documentos, fotografias, objetos e depoimentos gravados para narrar a trajetória do Sistema Penal. O Centro de Treinamento foi transformado na Escola de Formação Penitenciária em 1994 e três anos depois foi criado o Centro de Memória Institucional Jorge Fernando Loretti, sendo instalado no antigo Complexo de Prisões da Rua Frei Caneca, na região Central do Rio.
A SEAP/RJ (Secretaria de Estado de Administração Penitenciária do Estado do Rio de Janeiro) foi criada em 2003. No mesmo ano, a Escola de Gestão Penitenciária substituiu a Escola de Formação e foi instalada no prédio onde ficava a Administração do extinto DESIPE, na Rua Senador Dantas. O Centro de Memória Institucional passou a ficar no 7º andar do prédio. Um projeto sobre a memória do Sistema Penitenciário do professor da FFP (Faculdade de Formação de Professores) da UERJ (Universidade do Estado do Rio de Janeiro), Gelsom Rozentino de Almeida, com verba da Faperj (Fundação Carlos Chagas Filho de Amparo à Pesquisa), reformou o Centro de Memória, realizando inclusive uma Exposição Fotográfica em 2007 com base no arquivo iconográfico do Arquivo Nacional e da SEAP.
Em uma tentativa de ampliar o espaço do Museu, ocorreu uma mudança de parte do acervo para a Rua Camerino nº 41, no Centro do Rio, em 2014. No entanto, a necessidade de realizar uma grande reforma, por ser uma construção muito antiga, e o risco de infiltrações que poderiam prejudicar o material de exposição do Museu, as peças retornaram ao endereço anterior, na Rua Senador Dantas, em junho de 2015.
O endereço atual passou a ser o prédio da administração do histórico Manicômio Judiciário em abril de 2016. A reforma e preparação do local durou meses e a inauguração do novo espaço ocorreu em 31 de janeiro de 2017.

## Biblioteca

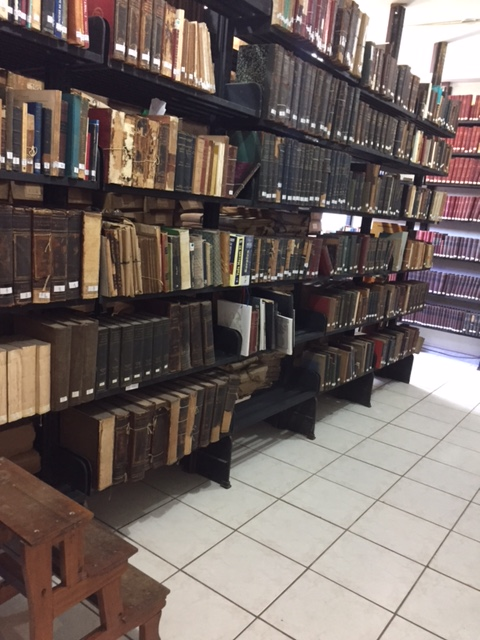
Biblioteca Heitor Carrilho no Museu Penitenciário do Rio de Janeiro

A Biblioteca Heitor Carrilho é especializada na relação da questão crime e loucura. O acervo bibliográfico da clínica de psiquiatria do extinto Hospital de Custódia e Tratamento Psiquiátrico Heitor Carrilho possui 1661 livros e 1258 fichas/laudos de encefalograma.
Archivos, uma revista científica semestral, também faz parte do acervo. O primeiro número foi publicado no primeiro semestre de 1930, e se tornou a "voz oficial" da instituição. A publicação estava sob os cuidados do diretor-geral da Assistência a Psicopatas do Distrito Federal, Juliano Moreira, e era dirigida por um de seus discípulos, o dr. Heitor Carrilho, que foi diretor do manicômio Judiciário desde a fundação em 1921 e ficou no cargo até a morte, em 1954.
O pesquisador Sérgio Carrara classifica a biblioteca como valiosa e revela que ela é motivo de orgulho para médicos e outros terapeutas. A Biblioteca tem registros do tratamento de certos indivíduos, como também a produção do "conhecimento científico cujo valor chegou mesmo a ser reconhecido por intelectuais brasileiros e estrangeiros".
Um convênio realizado recentemente coma Fundação Oswaldo Cruz possibilitou a digitalização do acervo dos prontuários do período de inauguração até a década de 1940 do antigo Manicômio Judiciário. Os colaboradores também realizaram um trabalho de higienização, identificação e organização do material com o objetivo de construir uma base de dados virtual. Além da validação de conhecimentos científicos, o projeto possibilita preservar e garantir o acesso a documentos, assegurando à manutenção e difusão do patrimônio cultural.
O convênio também resultou na pesquisa da documentação histórica do Museu Penitenciário, que teve como objeto a história do Hospício de D. Pedro II, também conhecido como Hospital Nacional dos Alienados, entre os anos de 1841, quando é decretada a criação do hospício, até 1944, quando se cria o Centro Psiquiátrico Nacional.
A Biblioteca funciona no mesmo horário do Museu Penitenciário.